# Aspidiphorus asiaticus
Aspidiphorus asiaticus is een keversoort uit de familie slijmzwamkevers (Sphindidae). De wetenschappelijke naam van de soort werd in 1924 gepubliceerd door George Charles Champion.